# Lasiochernes siculus
Lasiochernes siculus är en spindeldjursart som beskrevs av Beier 1961. Lasiochernes siculus ingår i släktet Lasiochernes och familjen blindklokrypare. Inga underarter finns listade i Catalogue of Life.